# Азербайджано-киргизские отношения
Азербайджано-киргизские отношения — двусторонние дипломатические отношения между Азербайджаном и Кыргызстаном в политической, экономической, культурной и иных сферах.
Страны являются членами Организации тюркских государств.

## История
Отношения между Азербайджаном и Кыргызстаном имеют древнюю историю. У азербайджанцев и кыргызов схожие корни, культура, древние исторические связи и традиции. Также людей связывают язык и религия.
Обе нации управлялись единым центром во времена Российской империи и СССР. В это время между ними сложились экономические и культурные связи. После распада СССР эти отношения стали развиваться.

## Дипломатические связи
Дипломатические отношения между двумя странами были установлены 19 января 1993 года.
16 мая 2007 года открыто посольство Азербайджана в Кыргызстане. Посольство Кыргызстана в Азербайджане учреждено 24 октября 2014 года.
Создан Межгосударственный совет между Азербайджаном и Кыргызстаном. Первое заседание совета прошло 11 октября 2022 года.
В Милли Меджлисе Азербайджана действует двусторонняя межпарламентская рабочая группа. Группа создана 7 марта 1997 года под названием «Рабочая группа по межпарламентским связям с Азербайджаном — Кыргызстаном, Туркменистаном и Таджикистаном». Её первым руководителем был Фазаил Агамалы. Руководителем рабочей группы с 4 марта 2016 года является Муса Гулиев.
В Жогорку Кенеше также создана двусторонняя группа по отношениям с Азербайджаном. Руководитель группы — Искендер Матраимов.

### Двусторонние визиты
В декабре 1993 года состоялся первый визит президента Азербайджана Гейдара Алиева в Кыргызстан. Во время заседания совета глав СНГ он встретился с Президентом Кыргызстана Аскаром Акаевым. В августе 1995 года Гейдар Алиев прибыл в Кыргызстан в рамках III саммита глав тюркоязычных государств.
23 апреля 1997 года состоялся первый визит президента Кыргызстана Аскара Акаева в Азербайджан. В рамках этого визита были подписаны 14 соглашений в различных сферах, включая договор о дружбе и сотрудничестве между Азербайджаном и Кыргызстаном, соглашение о сотрудничестве между Министерством юстиции Азербайджана и Министерством юстиции Кыргызстана.
Президент Кыргызстана Аскар Акаев принял участие в конференции в Баку по восстановлению Шелкового Пути в рамках проекта ТРАСЕКА. Было подписано многостороннее соглашение по международному транспорту для развития коридора Европа — Кавказ — Азия. Также Аскар Акаев выступил с речью на VI саммите глав тюркоязычных государств в Баку, проходившем с 8 по 9 апреля 2000 года.
15 марта 2006 года состоялась встреча президента Ильхама Алиева и государственного секретаря Кыргызстана Дастана Сарыгулова.
3 октября 2009 года президент Кыргызстана К. Бакиев посетил Нахичевань в рамках IX саммита глав государств тюркоязычных стран. Во время саммита было подписано Нахичеванское соглашение о создании Совета сотрудничества тюркоязычных стран.
30-31 марта 2012 года президент Кыргызстана  Алмазбек Атамбаев совершил рабочий визит в Азербайджан.
23 августа 2012 года премьер министр Азербайджана Артур Расизаде совершил рабочий визит в Кыргызстан.

## Договорно-правовая база
Между странами подписано 58 договоров, в том числе:
- Договор о дружбе и сотрудничестве (1997)
- Декларация о стратегическом партнерстве (2022)

## В области экономики
Действует Деловой совет между странами. 11 октября 2022 года создан Азербайджано-кыргызский фонд развития. 29 декабря 2022 года открыт Торговый дом Кыргызстана в Азербайджане.
Планируется строительство железной дороги Китай—Кыргызстан—Узбекистан, которая выходила бы к Каспийскому морю.

### Товарооборот (тыс. долл)
| Год  | Экспорт Азербайджана | Импорт Азербайджана | Сумма товарооборота |
| ---- | -------------------- | ------------------- | ------------------- |
| 2020 | 1 832,86             | 3 584,32            | 5 417,18            |
| 2021 | 6 023,13             | 2 995,04            | 9 018,17            |
| 2022 | 4 736,65             | 6 073,47            | 10 810,12           |
| 2023 | 59 338,32            | 5 640,01            | 64 978,33           |
| 2024 | 29 663,15            | 10 401,01           | 40 064,16           |

Структура экспорта Киргизии: пищевая продукция, лекарственные средства, лампы накаливания
Структура экспорта Азербайджана: сахар, сахароза, шоколад, полиэтилен, пластиковые изделия.

## В области туризма
Азербайджан планирует инвестировать в строительство пятизвёздочного отеля на Иссык-Куле.

## В области культуры
11 октября 2022 года в Бишкеке с участием президента Азербайджана Ильхама Алиева и президента Кыргызстана Садыра Жапарова состоялось открытие Парка кыргызско-азербайджанской дружбы.  12 октября того же года в Бишкеке состоялось открытие учебно-воспитательного комплекса школы-гимназии имени Гейдара Алиева, школы №103 имени Низами Гянджеви. В церемонии открытия приняли участие главы обеих государств.
С 8 по 11 октября 2023 года кинематографисты Кыргызстана приняли участие в III кинофестивале тюркского мира «Коркут Ата» в Баку. На фестивале были представлены фильмы Кыргызстана.

## Диаспора
Азербайджанская диаспора в Кыргызстане образовалась в результате политических репрессий 1930-х годов и переселения народов.
В Кыргызстане проживает около 20 000 азербайджанцев. Они вовлечены в общественно-политическую жизнь Кыргызстана, участвуют в предпринимательской деятельности и других сферах экономики страны. Азербайджанцы живут в основном в Бишкеке, Таласе и Кара-Балте. В Сокулукском районе проживает 2 300 азербайджанцев.
Действует общество дружбы и сотрудничества «Кыргызстан-Азербайджан»,  общественное объединение «Ирс».
В Кыргызстане принят закон  «О выплате компенсации лицам, подвергшимся репрессиям».
Активисту диаспоры в Кыргызстане Асаду Гасанову присуждена медаль Азербайджанской Республики «За заслуги в диаспорской деятельности».